# Henri de Saint Germain
Henri Marie Raoul Gaillard de Saint Germain (Saint-Malo, 30 de junio de 1878-Saint-Jean-le-Blanc, 19 de diciembre de 1951) fue  un deportista francés que compitió en esgrima, especialista en la modalidad de sable. Participó en dos Juegos Olímpicos de Verano en los años 1920 y 1924, obteniendo una medalla de plata en Amberes 1920 en la prueba por equipos.

## Palmarés internacional
| Juegos Olímpicos | Juegos Olímpicos  | Juegos Olímpicos | Juegos Olímpicos  |
| Año              | Lugar             | Medalla          | Prueba            |
| ---------------- | ----------------- | ---------------- | ----------------- |
| 1920             | Amberes (Bélgica) | Medalla de plata | Sable por equipos |